# Bura Leste
Bura Leste (Bura East) é uma cidade do Quênia situada na antiga província Nordeste, no condado de Garissa. De acordo com o censo de 2019, havia 6 496 habitantes.